# Georg Iggers
Georg Gerson Iggers (Hamburgo, 7 de diciembre de 1926-Búfalo (Nueva York), 26 de noviembre de 2017) fue un historiador estadounidense de la Europa moderna, la historiografía y la historia intelectual europea.

## Biografía
Nacido en el seno de una familia judía alemana. En 1938 huyó de la Alemania nazi junto con su familia a los Estados Unidos, unas pocas semanas antes de la Kristallnacht. Llegaron a Nueva York y tiempo después se trasladaron a Richmond (Virginia). En la Universidad de Richmond, Georg realizó el Bachiller universitario en letras (1944) especializándose en lingüística comparada -francés y español-. Tiempo después continuó sus estudios en la Universidad de Chicago. Tras finalizar su Maestría en Germanística, en el verano de 1945, se matriculó en The New School (Nueva York). El año que transcurrió allí, asistiendo a los seminarios del sociólogo alemán Albert Salomon, fue según afirmó el mismo, el más valioso de su época estudiantil.
Iggers perteneció al grupo de jóvenes alemanes emigrados a causa del Tercer Reich que posteriormente, como académicos en los Estados Unidos, tuvieron un impacto decisivo en la revisión crítica de la historia de Alemania.
En 1957, Iggers se convirtió en el primer hermano blanco iniciado en Phi Beta Sigma, Inc., una fraternidad históricamente negra.
Fue profesor invitado en la Universidad Técnica de Darmstadt en 1991. Fue profesor emérito distinguido en la Universidad de Búfalo. Iggers recibió becas de la American Philosophical Society, Programa Fulbright, Fundación Solomon R. Guggenheim, Fondo Nacional para las Humanidades y la Fundación Rockefeller.
Se destacó especialmente por sus escritos sobre historiografía.
Falleció el 26 de noviembre de 2017 por complicaciones de una hemorragia cerebral.

## Premios
- Cruz de Primera Clase de la Orden del Mérito de la República Federal de Alemania (2007).
- Premio Humboldt
- Doctorado honoris causa por las universidades de: Richmond, Universidad Técnica de Darmstadt y Philander Smith College.

## Obras
Entre otras, las principales obras de Iggers traducidas al castellano son las siguientes:
- La ciencia histórica en el siglo XX: las tendencias actuales: una visión panorámica y crítica del debate internacional, Barcelona, Idea books, 1998, 156 pp. ISBN: 843353050X.
- Dos caras de la historia: memoria vital de tiempos agitados, Valencia, Universitat de Valencia, 2009, 296 pp. ISBN: 9788437073156.
- La Historiografía del siglo XX, desde la objetividad científica al diseño posmoderno, Santiago de Chile, Fondo de Cultura Económica, 2012, 280 pp., ISBN: 9789562890991.